# Wolfgang Albers
Wolfgang Albers (Essen, 1950. augusztus 2. –) német politikus. 1974-ben Marburgban kezdte orvostan-tanulmányait, majd a Münsteri Egyetemen folytatta, ahol 1980-ban fejezte be diplomamunkáját. 1981-ben a berlini Humboldt-kórházban kezdte gyakorlatait. 2005-ben kezdett politizálni.